# Cellariella inexpectata
Cellariella inexpectata är en biart som beskrevs av Pesenko och Gregory B. Pauly 2005. Cellariella inexpectata ingår i släktet Cellariella och familjen vägbin. Inga underarter finns listade.